# La Paz
La Paz (oficjalnie Nuestra Señora de La Paz) – miasto w Boliwii, siedziba rządu (stolicą konstytucyjną jest Sucre). W 2012 roku liczyło 758 845 mieszkańców. Obecnie jest zamieszkiwane przez około 804 268 ludzi, a aglomerację (Conurbación La Paz lub Área metropolitana de La Paz), którą współtworzy (z miastami El Alto, Viacha i Achocalla), zasiedla około 1 874 493,00 mieszkańców (2018 rok) Działa tu jedynie polski konsulat honorowy, najbliższa ambasada mieści się w Limie w Peru. 
Miasto zostało założone w 1548 roku pod nazwą Ciudad de Nuestra Señora de la Paz. Pomimo że konstytucyjną stolicą jest Sucre, to La Paz od 1899 roku pełni w praktyce rolę stolicy – mieści się tutaj siedziba prezydenta, rządu oraz parlamentu. Jest trzecim najliczniejszym miastem Boliwii, jednak tworzy aglomerację, która jest największym ośrodkiem miejskim tego kraju. 
La Paz jest ośrodkiem gospodarczym i kulturalnym Boliwii. W mieście dominuje przemysł włókienniczy, spożywczy, chemiczny, skórzano-obuwniczy, papierniczy, metalurgiczny oraz cementowy. Jest ważnym węzłem kolejowym (posiada połączenia z portem morskim Arica w Chile) i drogowym (położone jest przy wariancie Drogi Panamerykańskiej). W sąsiednim El Alto mieści się Port lotniczy El Alto. W La Paz działają 2 uniwersytety (założone 1830 i 1966 roku), liczne biblioteki oraz muzea. Dzielnice reprezentacyjne są położone najniżej, na dnie doliny rzeki Choqueyapu, natomiast osiedla mieszkaniowe — na stokach okolicznych gór. W mieście zachowały się zabytki z okresu kolonialnego, między innymi bazylika św. Franciszka (hiszp. Basílica de San Francisco) z XVIII wieku.

## Geografia
Miasto położone jest w zachodniej Boliwii. Położona w Andach Środkowych, na skraju płaskowyżu Altiplano, w dolinie rzeki Choqueyapu, u podnóża Cordillera Real, na wysokości od 3200–4100 m n.p.m., w śródgórskiej dolinie rzeki Choqueyap. Jest to najwyżej położona stolica państwowa na świecie. Na zachód od niego położone jest miasto El Alto. 

## Klimat
Średnie dzienne temperatury wahają się w ciągu roku od 12 do 15 °C, natomiast średnie temperatury w nocy od -5 do 2 °C. Największe opady mają miejsce w styczniu (130 mm), natomiast najmniejsze są w czerwcu (4 mm). Średnie nasłonecznienie w ciągu roku waha się od 5 do 8 godzin dziennie. 
| Miesiąc                                    | Sty | Lut | Mar | Kwi | Maj | Cze | Lip | Sie | Wrz | Paź | Lis | Gru |     |
| ------------------------------------------ | --- | --- | --- | --- | --- | --- | --- | --- | --- | --- | --- | --- | --- |
| Średnie temperatury w dzień [°C]           | 13  | 13  | 13  | 13  | 13  | 12  | 12  | 13  | 14  | 15  | 15  | 14  |     |
| Średnie temperatury w nocy [°C]            | 2   | 2   | 1   | 0   | -3  | -5  | -5  | -4  | -2  | 0   | 1   | 2   |     |
| Opady [mm]                                 | 130 | 102 | 81  | 32  | 15  | 4   | 5   | 14  | 32  | 35  | 50  | 100 |     |
| Średnia liczba dni z opadami               | 20  | 18  | 15  | 8   | 3   | 1   | 2   | 3   | 9   | 9   | 10  | 16  | 114 |
| Źródło: Weather2Travel.com 18 czerwca 2016 |     |     |     |     |     |     |     |     |     |     |     |     |     |

## Historia
Założona w 1548 roku przez Alonso de Mendozę na miejscu osady Indian o nazwie Chuquiago. Z początku pełna nazwa miasta brzmiała Pueblo Nuevo de Nuestra Señora de la Paz (Miasto Matki Boskiej Pokoju). Pierwsze próby zniesienia dominacji hiszpańskiej to krwawo stłumione powstanie z 16 lipca 1809 dowodzone przez Pedro Domingo Murillo powieszonego na głównym placu miasta. Zmiana nazwy nastąpiła w 1827 roku dla uczczenia decydującej o niepodległości Boliwii bitwy pod Ayacucho, wygranej przez wojska gen. Sucre przeciw armii hiszpańskiej.

## Demografia
|  |

## Zabytki
- bazylika Świętego Franciszka (hiszp. Basílica de San Francisco) – zbudowana w latach 1744–1784 w miejscu wcześniejszego kościoła z 1548 roku. Fasada jest bogato zdobiona płaskorzeźbami ptaków, owoców i kwiatów. Wnętrze urządzone jest w stylu barokowym – szczególnie bogato są zdobione ołtarze i ambona[3]
- kościół św. Dominika (hiszp. Iglesia Santo Domingo) – zbudowany w 1760 roku. Ozdobiony jest dziełami rodzimej sztuki kamieniarskiej[3]

## Transport

Mapa linii kolejki gondolowej

Z uwagi na znacznie pofałdowanie terenu oraz fakt, iż duża część mieszkańców dojeżdża do pracy w La Paz z pobliskiego El Alto, system drogowy metropolii na początku XXI wieku był całkowicie niewydolny. Problem ten rozwiązać miała sieć kolei gondolowych - nowatorski na skalę światową system transportu publicznego. Pierwsze trzy linie o łącznej długości ponad 10 kilometrów wybudowano w dwa lata i oddano do użytku w roku 2014 - już wtedy uznano je za najdłuższy i najwyżej położony system miejskiej kolejki linowej na świecie ("wiszące metro"). Linie te przewoziły około 3000 pasażerów na godzinę. 
Kolejne cztery linie kolejki oddano (etapami) do lipca 2018, a w budowie są następne odcinki. Docelową planowaną długością wszystkich linii kolejki w roku 2019 są prawie 34 kilometry. 
System kolejek gondolowych nosi nazwę Mi Teleférico (es.) - moja kolejka.

## Sport
W mieście znajduje się najwyżej położony na świecie stadion piłkarski (3600 m n.p.m.), na którym reprezentacja Boliwii rozgrywa spotkania międzynarodowe, a lokalne drużyny regularne rozgrywki ligowe. (30 maja 2007 FIFA zabroniła rozgrywać oficjalnych meczów międzypaństwowych powyżej 2500 m n.p.m., zakaz ten był mocno krytykowany m.in. przez prezydenta Evo Moralesa i legendę argentyńskiej piłki Diego Maradonę jako "dyskryminujący narody żyjące w wysokich górach, szczególnie te z rejonu Andów", po miesięcznej kampanii protestacyjnej ze strony Boliwii, limit wysokości podniesiono do 3000 m n.p.m., a następnego dnia FIFA ogłosiła wyjątek od reguły dla tego stadionu). Ponadto zbudowano tu tor kolarski, który jest najwyżej położonym torem na świecie (3 477 m n.p.m.).

## Współpraca
Miejscowości partnerskie:
- Arequipa, Peru
- Arica, Chile
- Asunción, Paragwaj
- Bogotá, Kolumbia
- Bonn, Niemcy
- Buenos Aires, Argentyna
- Calama, Chile
- Caracas, Wenezuela
- Coro, Wenezuela
- Cuzco, Peru
- Gwatemala, Gwatemala
- Hawana, Kuba
- Lima, Peru
- Madryt, Hiszpania
- Managua, Nikaragua
- Meksyk, Meksyk
- Montevideo, Urugwaj
- Pachuca, Meksyk
- Panama, Panama
- Quito, Ekwador
- Lizbona, Portugalia
- Rio de Janeiro, Brazylia
- San José, Kostaryka
- San Juan, Portoryko
- San Salvador, Salwador
- Santiago, Chile
- Santo Domingo, Dominikana
- São Paulo, Brazylia
- Tegucigalpa, Honduras
- Vaduz, Liechtenstein

## Galeria

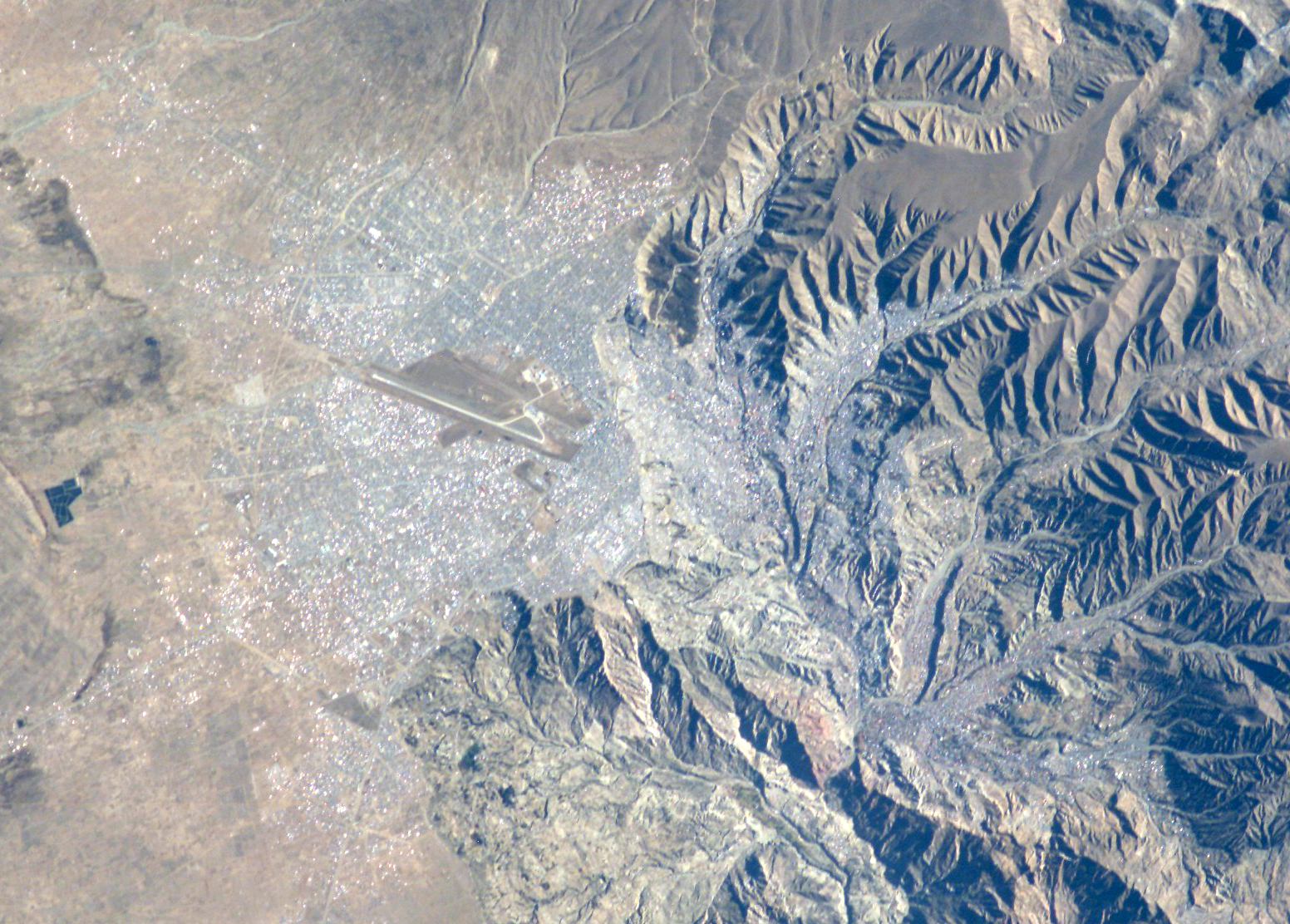
Zdjęcie satelitarne aglomeracji La Paz. Po lewej stronie przedmieście El Alto z wyraźnie widoczną drogą startową lotniska, po prawej, w dolinie rzeki widoczne jest La Paz
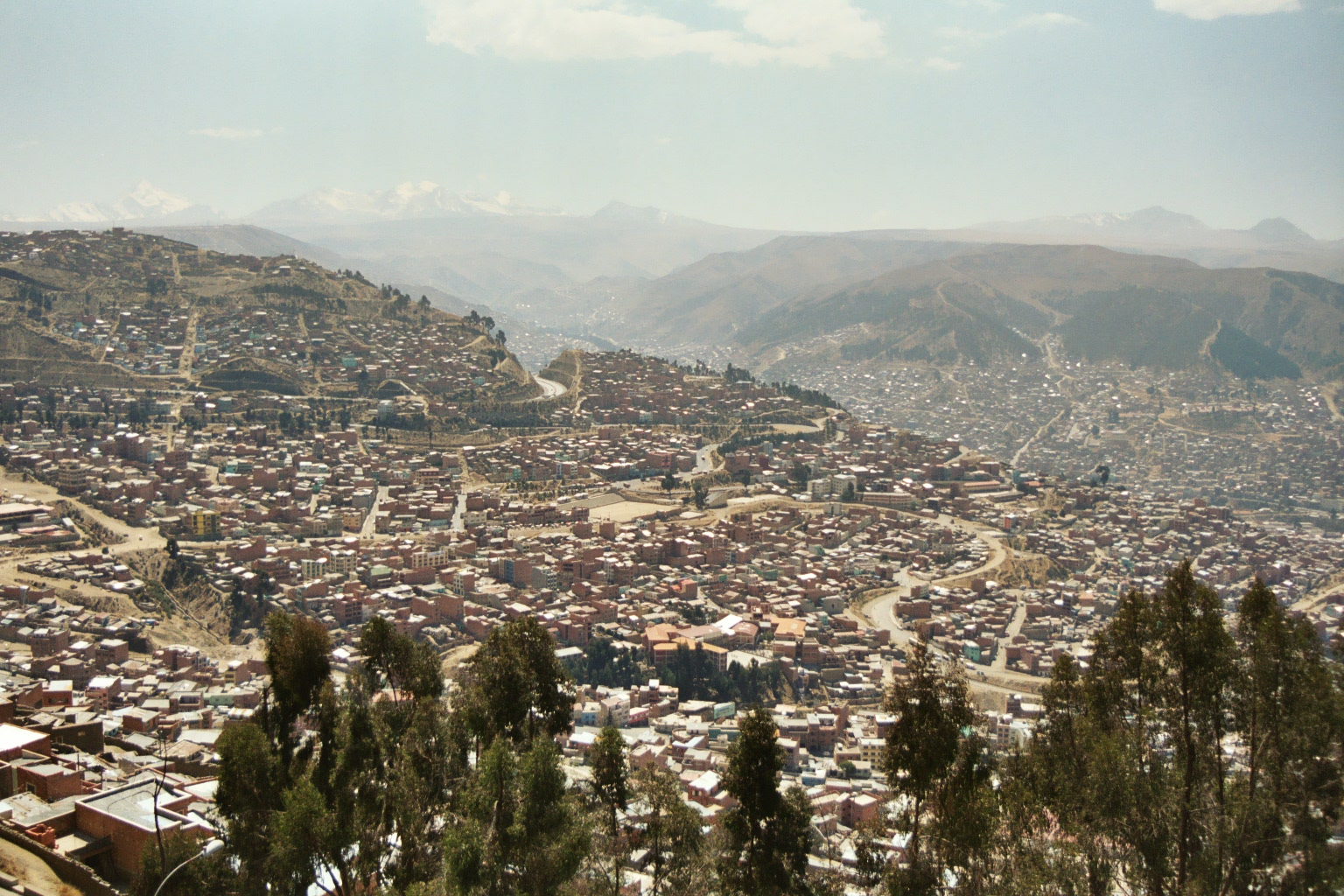
La Paz
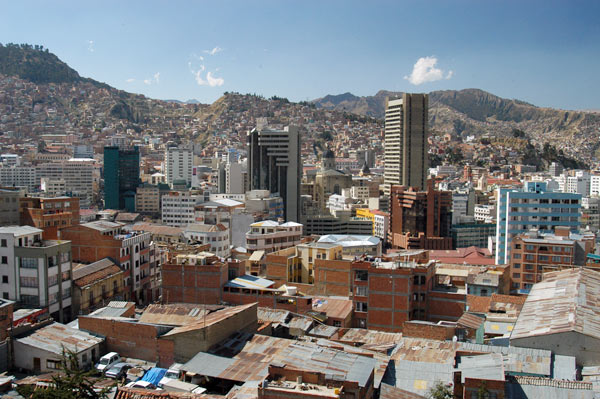
Centrum La Paz
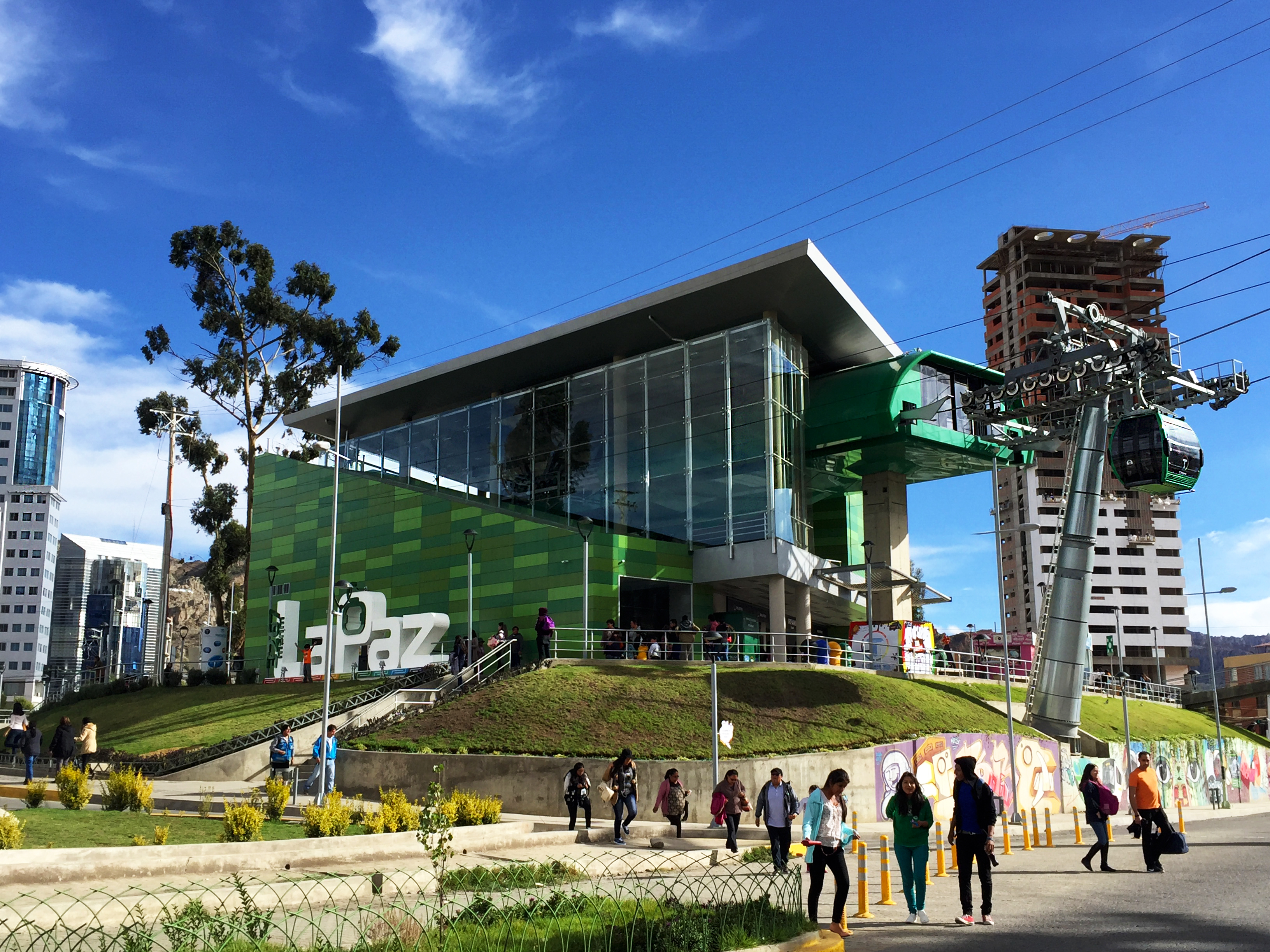
Mi Teleférico - stacja linii zielonej